# Peter Nettekoven (Ringer)
Peter Nettekoven (* 21. Januar 1940 in Bonn) ist ein ehemaliger deutscher Ringer.

## Werdegang
Peter Nettekoven begann 1948 beim TKSV Duisdorf mit dem Turnen und dem Ringen. Da er auf regionaler Ebene im Ringen im Schüler- und Jugendbereich in Nordrhein-Westfalen größere Erfolge zu verzeichnen hatte, verlegte er sich bald ganz auf das Ringen. 1958 wurde er deutscher A-Jugendmeister und 1961 erstmals deutscher Meister bei den Senioren. Ab 1963 folgten dann, er war inzwischen zum deutschen Spitzenverein ASV Heros Dortmund gewechselt, bis 1972 viele internationale Einsätze, bei denen er immer mit vollem Einsatz rang und schöne Erfolge erzielen konnte. Ein dritter Platz bei den Weltmeisterschaften 1966 in Toledo/USA im Weltergewicht, griechisch-römischer Stil, war sein größter Erfolg.
1964 scheiterte Peter Nettekoven in der gesamtdeutschen Olympiaausscheidung für die Spiele in Tokio im Weltergewicht (freier Stil) knapp an Martin Heinze vom SC Chemie Halle.
Bei den vielen internationalen Meisterschaften und den damals noch üblichen Länderkämpfen trat er gegen eine Vielzahl von internationalen Weltklasse-Ringern an. Bei diesen Gelegenheiten besiegte er folgende internationale Spitzenringer oder rang zumindest gegen sie unentschieden: Franz Berger, Österreich, Martin Heinze, DDR, Bjarne Ansbol, Dänemark, Wiktor Igumenow, UdSSR, Harald Barlie, Norwegen, Bertil Nyström, Schweden, Jimmy Martinetti, Schweiz, Milan Nenadić, Jugoslawien, Vitězlav Mácha, Tschechoslowakei, Piotr Starczynski, Polen, Rudolf Vesper, DDRö, Sirri Acar, Türkei, Matti Laakso, Finnland, Jan Kårström, Schweden, Andre Bouchoule, Frankreich, Kurt Elmgren, Schweden und Ion Țăranu, Rumänien.
Insgesamt wurde er achtmal deutscher Meister in beiden Stilarten.
Peter Nettekoven erlernte das Metzgerhandwerk und legte hierin auch die Meisterprüfung ab. Er wurde nach dem Ende seiner aktiven Ringerlaufbahn Trainer und war auch jahrelang als Assistent des Bundestrainers tätig.

## Internationale Erfolge
| Jahr | Platz | Wettbewerb                 | Stil | Gewichtsklasse | Ergebnisse |
| 1963 | 9.    | WM in Sofia                | F    | Welter         | mit Sieg über Stefanus Sidoropoulos, Griechenland, und Niederlagen gegen Stefan Tampa, Rumänien und Mohammad-Ali Sanatkaran, Iran                                     |
| 1965 | 13.   | WM in Manchester           | F    | Welter         | nach Niederlagen gegen Yasuo Watanabe, Japan und Mohammad-Ali Sanatkaran                                                                                              |
| 1966 | 5.    | EM in Essen                | GR   | Welter         | mit Siegen über Ambroise Castillo, Frankreich, Franz Berger, Österreich, Harald Barlie, Norwegen, Ali Kazan, Türkei und einer Niederlage gegen Matti Laakso, Finnland |
| 1966 | 3.    | WM in Toledo/USA           | GR   | Welter         | mit Siegen über Ali Kazan, Teruo Fuji, Japan, einem Unentschieden gegen Bertil Nyström, Schweden und einer Niederlage gegen Florea Ciorcilă, Rumänien                 |
| 1967 | 4.    | Intern. Turnier in Klippan | GR   | Welter         | hinter Stevan Horvath, Jugoslawien, Marian Czardybon, Polen und Jan Kärström, Schweden                                                                                |
| 1967 | 5.    | EM in Minsk                | GR   | Welter         | mit Sieg über Jimmy Martinetti, Schweiz, und Unentschieden gegen Milan Nenadic, Jugoslawien, Vitezlav Macha, CSSR und Piotr Starczynski, Polen                        |
| 1967 | 8.    | WM in Bukarest             | GR   | Welter         | mit Sieg über Mohammadhosain Jamal, Iran und Unentschieden gegen Rudolf Vesper, DDR und Sırrı Acar, Türkei                                                            |
| 1968 | 7.    | EM in Västerås             | GR   | Welter         | mit Sieg über John Petersen, Dänemark, einem Unentschieden gegen Rudolf Vesper und einer Niederlage gegen Sırrı Acar                                                  |
| 1968 | 14.   | OS in Mexiko-Stadt         | GR   | Welter         | mit Sieg über Mahmoud Balah, Syrien und Niederlagen gegen Ion Ţăranu, Rumänien und Franz Berger                                                                       |
| 1969 | 5.    | WM in Mar del Plata        | GR   | Mittel         | mit Sieg über Masazumi Sasaki, Japan, einem Unentschieden gegen Matti Laakso und einer Niederlage gegen Harald Barlie                                                 |
| 1969 | 8.    | WM in Mar del Plata        | F    | Mittel         | mit Sieg über Jan Kårström, Schweden und Niederlagen gegen Fred Fozzard, USA und Nojiri Shuichi, Japan                                                                |
| 1972 | 12.   | EM in Kattowitz            | GR   | Mittel         | mit Unentschieden gegen Andre Bouchoulè, Frankreich und Jan Kårström und einer Niederlage gegen Ion Gabor, Rumänien                                                   |

## Deutsche Meisterschaften
im griechisch-römischen Stil:
| Jahr | Platz | Gewichtsklasse | Ergebnisse                                                               |
| 1962 | 3.    | Welter         | hinter Georg Utz, Kornwestheim und Werner Hoppe, Köllerbach              |
| 1963 | 2.    | Welter         | hinter Werner Hoppe und vor Theo Schmied, Neuaubing                      |
| 1965 | 1.    | Welter         | vor Günther Maritschnigg, Witten-Annen und Anton Erne, Baienfurt         |
| 1966 | 1.    | Welter         | vor Otto Schmittner, Aschaffenburg und Reinhard Zeiher, Brötzingen       |
| 1967 | 2.    | Welter         | hinter Werner Schröter, Schifferstadt und vor Otto Schmittner            |
| 1968 | 2.    | Welter         | hinter Werner Schröter und vor Herbert Alt                               |
| 1969 | 2.    | Mittel         | hinter Wolfgang Engel, Baienfurt und vor Reinhold Hucker, Unterelchingen |
| 1970 | 2.    | Mittel         | hinter Max Mitterbichler, Reichenhall und vor Reinhold Hucker            |
| 1971 | 3.    | Mittel         | hinter Peter Neumair, Hallbergmoos und Max Mitterbichler                 |
| 1972 | 2.    | Mittel         | hinter Reinhold Hucker und vor Max Mitterbichler                         |

im freien Stil:
| Jahr | Platz | Gewichtsklasse | Ergebnisse                                                |
| 1962 | 1.    | Welter         | vor Werner Bodamer, Kirchheim/Teck und Georg Utz          |
| 1963 | 1.    | Welter         | vor Wolfgang Ziesmer, Essen und Reinhard Zeiher           |
| 1964 | 1.    | Welter         | vor Otto Alt, Schifferstadt und Reinhard Zeiher           |
| 1965 | 1.    | Welter         | vor Anton Erne und Ernst Brandl, Kelheim                  |
| 1966 | 1.    | Welter         | vor Reinhard Zeiher und Otto Schmittner                   |
| 1967 | 2.    | Welter         | hinter Otto Alt und vor Adolf Seger, Freiburg im Breisgau |
| 1968 | 1.    | Welter         | vor Reinhard Zeiher und Otto Alt                          |